# بخش طاغنکوه
بخش طاغَنکوه یکی از بخش‌های شهرستان فیروزه در استان خراسان رضوی ایران است. مرکز آن شهر همت‌آباد است.

## تقسیمات کشوری
بخش طاغنکوه با مصوبهٔ هیئت وزیران در تاریخ ۲۹ آذر ۱۳۸۳ در تابعیت شهرستان تخت جلگه (که بعداً نام آن به فیروزه تغییر یافت) تأسیس شد. در حال حاضر، این بخش شامل دو دهستان و یک شهر است:
- بخش طاغنکوه
  - دهستان طاغنکوه شمالی
  - دهستان طاغنکوه جنوبی

شهر: همت‌آباد

## جمعیت
بنابر سرشماری مرکز آمار ایران، جمعیت بخش طاغنکوه شهرستان فیروزه در سال ۱۳۸۵ برابر با ۲۲۸۶۴ نفر بوده‌است. جمعیت این بخش در سال ۱۳۹۰ به ۲۱۲۲۶ نفر رسیده است.